# Elecciones municipales de 2003 en Cantabria
Las elecciones municipales de 2003 en Cantabria se celebraron el domingo 25 de mayo, de acuerdo con el Real Decreto de convocatoria de elecciones locales en España dispuesto el 31 de marzo de 2003 y publicado en el Boletín Oficial del Estado el 1 de abril. Se eligieron los concejales de los 102 ayuntamientos de Cantabria, así como los alcaldes en el caso de los municipios con concejo abierto.
Los concejales de los ayuntamientos son elegidos a través de un sistema proporcional (con reparto d'Hondt), con listas cerradas y un umbral electoral del 5 %. Los alcaldes de municipios en régimen de concejo abierto son elegidos mediante un sistema mayoritario.
Estas elecciones fueron celebradas de forma paralela con las elecciones al Parlamento de Cantabria de 2003.

## Demografía electoral
| Censo electoral | 542 275 | Municipios de Cantabria, la circunscripción electoral. |
| Votantes        | 477 056 | Municipios de Cantabria, la circunscripción electoral. |
| Participación   | 348 059 | Municipios de Cantabria, la circunscripción electoral. |
| Votos válidos   | 344 731 | Municipios de Cantabria, la circunscripción electoral. |
| Votos en blanco | 8023    | Municipios de Cantabria, la circunscripción electoral. |
| Votos nulos     | 3328    | Municipios de Cantabria, la circunscripción electoral. |
| Municipios      | 102     | Municipios de Cantabria, la circunscripción electoral. |

## Jornada electoral
La jornada electoral comenzó a las 8:00 de la mañana con la constitución de las 835 mesas electorales en sus sedes por parte de los presidentes de mesa, vocales y suplentes, la presentación de los interventores de los partidos políticos y la constatación de la presencia de todos los elementos necesarios para la votación. Tras levantarse el acta de constitución de mesa, a las 8:30 horas, los colegios electorales abrieron sus puertas a las 9:00 de la mañana para que los ciudadanos inscritos en ellos comenzaran a votar.

### Participación
A lo largo de la jornada se dieron a conocer los datos de participación en las elecciones en dos ocasiones, así como la participación final. La participación comenzó siendo inferior a las pasadas elecciones en más de dos puntos porcentuales. En el segundo avance, la tendencia se mantuvo registrándose aunque se redujo ligeramente. Al final de la jornada electoral, acabó descendiendo algo más de tres puntos y medio respecto a las anteriores elecciones.
|  | 39,24 % |

|  | 38,61 % |

|  | 59,53 % |

|  | 57,64 % |

|  | 72,96 % |

|  | 70,69 % |

## Resultados electorales
En las elecciones municipales de 2003, el PP volvió a ser el partido más votado incrementando ligeramente el número de votos totales e imponiéndose en seis de los diez municipios más poblados de Cantabria; en los otros cuatro municipios se impuso el PSOE-PSC que fue también la segunda fuerza más votada e incrementando levemente los resultados obtenidos en 1999. Pese a ello, el PP solo retuvo 3 alcaldías, Santander, El Astillero y Piélagos. El PSOE-PSC obtuvo 4 alcaldías, Torrelavega, Camargo y Santoña como fuerza más votada y Los Corrales de Buelna gracias a un pacto con el PRC. Este último partido fue el más beneficiado por los pactos ya que, pese a un fuerte incremento de votos que le mantuvo como tercera fuerza política a nivel autonómico, no consiguió ser la más votada en ninguno de los diez municipios más poblados pero gracias a las negociaciones posteriores logró las alcaldías de Castro-Urdiales, Laredo y Reinosa.

### Resultados globales
En esta tabla se muestran los resultados de los principales partidos de ámbito nacional y cántabro:
|  | 38,84 % |

|  | 30,58 % |

|  | 19,32 % |

|  | 3,98 % |

|  | 2,48 % |

|  | 2,39 % |

|  | 99,04 % |

### Resultados en los principales municipios
A continuación aparecen las candidaturas con representantes electos en los municipios cántabros de mayor población que suman un total de 360 410 habitantes y que suponen un 66,46 % del conjunto de habitantes de Cantabria (542 275 hab.). Se resalta el partido o la coalición que forma el gobierno municipal y con negrita se marca el alcalde electo.
| Municipio                      | Municipio                                                                                  | Candidaturas (cabeza de lista)                                                  | Candidaturas (cabeza de lista)                                     | % Voto | Votos  | Variación votos | Concejales  | Variación concejales |
| ------------------------------ | ------------------------------------------------------------------------------------------ | ------------------------------------------------------------------------------- | ------------------------------------------------------------------ | ------ | ------ | --------------- | ----------- | -------------------- |
|                                | Santander 27 concejales Población: 184 661 (2003) Censo electoral: 161 403                 |                                                                                 | Partido Popular de Cantabria (Gonzalo Javier Piñeiro García-Lago)  | 47,68  | 48 602 | 5943            | 15          | Sin cambios          |
|                                | Santander 27 concejales Población: 184 661 (2003) Censo electoral: 161 403                 | Partido Socialista de Cantabria (Juan José Sota Verdión)                        | 30,70                                                              | 31 295 | 1951   | 9               | 1           |                      |
|                                | Santander 27 concejales Población: 184 661 (2003) Censo electoral: 161 403                 | Partido Regionalista de Cantabria (Rafael Ángel de la Sierra González)          | 12,49                                                              | 12 732 | 5818   | 3               | 1           |                      |
|                                | Santander 27 concejales Población: 184 661 (2003) Censo electoral: 161 403                 | Izquierda Unida de Cantabria (Ernesto Gómez de la Hera)                         | 3,99                                                               | 4070   | 280    | 0               | Sin cambios |                      |
|                                | Santander 27 concejales Población: 184 661 (2003) Censo electoral: 161 403                 | Unidad Cántabra (Marcos Manuel Álvarez Madrazo)                                 | 0,65                                                               | 659    | 659    | 0               | Sin cambios |                      |
|                                | Santander 27 concejales Población: 184 661 (2003) Censo electoral: 161 403                 | Conceju Nacionaliegu Cántabru (Antonio Rodríguez del Valle)                     | 0,63                                                               | 640    | 136    | 0               | Sin cambios |                      |
|                                | Santander 27 concejales Población: 184 661 (2003) Censo electoral: 161 403                 | Centro Democrático y Social (Enrique Ramón Francisco de Sales González Sánchez) | 0,22                                                               | 229    | 201    | 0               | Sin cambios |                      |
|                                | Santander 27 concejales Población: 184 661 (2003) Censo electoral: 161 403                 | Partido Humanista (Jorge Álvarez Caules)                                        | 0,16                                                               | 166    | 39     | 0               | Sin cambios |                      |
|                                | Santander 27 concejales Población: 184 661 (2003) Censo electoral: 161 403                 | Falange Española Independiente-Falange 2000 (Julián Martín Ricote)              | 0,12                                                               | 121    | 121    | 0               | Sin cambios |                      |
|                                |                                                                                            |                                                                                 |                                                                    |        |        |                 |             |                      |
|                                | Torrelavega 25 concejales Población: 56 180 (2003) Censo electoral: 48 213                 |                                                                                 | Partido Socialista de Cantabria (Blanca Rosa Gómez Morante)        | 38,89  | 13 827 | 959             | 11          | 1                    |
|                                | Torrelavega 25 concejales Población: 56 180 (2003) Censo electoral: 48 213                 | Partido Regionalista de Cantabria (Francisco Javier López Marcano)              | 23,16                                                              | 8234   | 104    | 7               | Sin cambios |                      |
|                                | Torrelavega 25 concejales Población: 56 180 (2003) Censo electoral: 48 213                 | Partido Popular de Cantabria (Luis Carlos Albalá Bolado)                        | 22,97                                                              | 8166   | 609    | 6               | 1           |                      |
|                                | Torrelavega 25 concejales Población: 56 180 (2003) Censo electoral: 48 213                 | Izquierda Unida de Cantabria (María Esther García Díaz)                         | 5,85                                                               | 2081   | 338    | 1               | Sin cambios |                      |
|                                | Torrelavega 25 concejales Población: 56 180 (2003) Censo electoral: 48 213                 | Unidad Cántabra (José Ramón Saiz Fernández)                                     | 4,55                                                               | 1619   | 1619   | 0               | Sin cambios |                      |
|                                | Torrelavega 25 concejales Población: 56 180 (2003) Censo electoral: 48 213                 | Ciudadanos Independientes (Dionisio de la Parte Gutiérrez)                      | 0,82                                                               | 290    | 608    | 0               | Sin cambios |                      |
|                                | Torrelavega 25 concejales Población: 56 180 (2003) Censo electoral: 48 213                 | Centro Democrático y Social (José Antonio Magaldi Salces)                       | 0,82                                                               | 290    | 275    | 0               | Sin cambios |                      |
|                                | Torrelavega 25 concejales Población: 56 180 (2003) Censo electoral: 48 213                 | Conceju Nacionaliegu Cántabru (Félix Portilla Fernández)                        | 0,55                                                               | 194    | 194    | 0               | Sin cambios |                      |
|                                | Torrelavega 25 concejales Población: 56 180 (2003) Censo electoral: 48 213                 | Partido Humanista (María del Carmen Blanco Peña)                                | 0,16                                                               | 57     | 3      | 0               | Sin cambios |                      |
|                                |                                                                                            |                                                                                 |                                                                    |        |        |                 |             |                      |
|                                | Camargo 21 concejales Población: 23 914 (2003) Censo electoral: 21 479                     |                                                                                 | Partido Socialista de Cantabria (Eduardo Francisco López Lejardi)  | 38,17  | 5972   | 935             | 9           | 3                    |
|                                | Camargo 21 concejales Población: 23 914 (2003) Censo electoral: 21 479                     | Partido Popular de Cantabria (Ignacio Valle López-Dóriga)                       | 32,21                                                              | 5039   | 771    | 8               | Sin cambios |                      |
|                                | Camargo 21 concejales Población: 23 914 (2003) Censo electoral: 21 479                     | Partido Regionalista de Cantabria (María Rosa Valdés Huidobro)                  | 10,84                                                              | 1696   | 826    | 2               | 1           |                      |
|                                | Camargo 21 concejales Población: 23 914 (2003) Censo electoral: 21 479                     | Alternativa Camarguesa Progresista (Carlos González Gómez)                      | 10,76                                                              | 1684   | 1684   | 2               | 2           |                      |
|                                | Camargo 21 concejales Población: 23 914 (2003) Censo electoral: 21 479                     | Izquierda Unida de Cantabria (Julián Ruiz Revuelta)                             | 3,50                                                               | 547    | 18     | 0               | Sin cambios |                      |
|                                | Camargo 21 concejales Población: 23 914 (2003) Censo electoral: 21 479                     | Conceju Nacionaliegu Cántabru (Gonzalo Rodeño Fernández)                        | 0,86                                                               | 135    | 135    | 0               | Sin cambios |                      |
|                                | Camargo 21 concejales Población: 23 914 (2003) Censo electoral: 21 479                     | Unidad Cántabra (José Manuel Vélez Portilla)                                    | 0,84                                                               | 131    | 131    | 0               | Sin cambios |                      |
|                                |                                                                                            |                                                                                 |                                                                    |        |        |                 |             |                      |
|                                | Castro-Urdiales · 21 concejales ( 4 ) · Población: 22 394 (2003) · Censo electoral: 12 718 |                                                                                 | Partido Socialista de Cantabria (Rufino Díaz Helguera)             | 35,02  | 4553   | 453             | 8           | 1                    |
|                                | Castro-Urdiales · 21 concejales ( 4 ) · Población: 22 394 (2003) · Censo electoral: 12 718 | Partido Popular de Cantabria (José Miguel Rodríguez López)                      | 24,47                                                              | 3182   | 1360   | 5               | 2           |                      |
|                                | Castro-Urdiales · 21 concejales ( 4 ) · Población: 22 394 (2003) · Censo electoral: 12 718 | Partido Regionalista de Cantabria (Fernando Muguruza Galán)                     | 20,86                                                              | 2712   | 314    | 5               | 1           |                      |
|                                | Castro-Urdiales · 21 concejales ( 4 ) · Población: 22 394 (2003) · Censo electoral: 12 718 | Izquierda Unida de Cantabria (Salvador Jesús Hierro Santurde)                   | 15,02                                                              | 1953   | 1401   | 3               | 2           |                      |
|                                | Castro-Urdiales · 21 concejales ( 4 ) · Población: 22 394 (2003) · Censo electoral: 12 718 | Unidad Cántabra (José Ramón Martínez Escobar)                                   | 2,45                                                               | 318    | 318    | 0               | Sin cambios |                      |
|                                |                                                                                            |                                                                                 |                                                                    |        |        |                 |             |                      |
|                                | El Astillero 17 concejales Población: 14 202 (2003) Censo electoral: 12 566                |                                                                                 | Partido Popular de Cantabria (Juan Ignacio Diego Palacios)         | 51,97  | 4845   | 47              | 10          | 1                    |
|                                | El Astillero 17 concejales Población: 14 202 (2003) Censo electoral: 12 566                | Partido Socialista de Cantabria (María Jesús Trueba Ramiro)                     | 30,18                                                              | 2814   | 621    | 5               | Sin cambios |                      |
|                                | El Astillero 17 concejales Población: 14 202 (2003) Censo electoral: 12 566                | Partido Regionalista de Cantabria (Federico Luis Díaz Díaz)                     | 5,90                                                               | 550    | 29     | 1               | Sin cambios |                      |
|                                | El Astillero 17 concejales Población: 14 202 (2003) Censo electoral: 12 566                | Izquierda Unida de Cantabria (Damián Agustín García Carmona)                    | 5,47                                                               | 510    | 210    | 1               | 1           |                      |
|                                | El Astillero 17 concejales Población: 14 202 (2003) Censo electoral: 12 566                | Unidad Cántabra (José Luis Casuso Martínez)                                     | 3,70                                                               | 345    | 345    | 0               | Sin cambios |                      |
|                                |                                                                                            |                                                                                 |                                                                    |        |        |                 |             |                      |
|                                | Piélagos 17 concejales Población: 13 389 (2003) Censo electoral: 11 584                    |                                                                                 | Partido Popular de Cantabria (José Ángel Pacheco Bárcena)          | 44,37  | 3921   | 327             | 9           | 1                    |
|                                | Piélagos 17 concejales Población: 13 389 (2003) Censo electoral: 11 584                    | Partido Socialista de Cantabria (Antonio Rubén Arce Vela)                       | 24,47                                                              | 2162   | 608    | 4               | Sin cambios |                      |
|                                | Piélagos 17 concejales Población: 13 389 (2003) Censo electoral: 11 584                    | Partido Regionalista de Cantabria (Manuel Quintanal Velo)                       | 16,13                                                              | 1425   | 410    | 3               | Sin cambios |                      |
|                                | Piélagos 17 concejales Población: 13 389 (2003) Censo electoral: 11 584                    | Alternativa Independiente de los Pueblos de Piélagos (Luis Solórzano Woudsma)   | 7,10                                                               | 627    | 627    | 1               | 1           |                      |
|                                | Piélagos 17 concejales Población: 13 389 (2003) Censo electoral: 11 584                    | Unidad Cántabra (Jesús Gómez Solórzano)                                         | 3,89                                                               | 344    | 344    | 0               | Sin cambios |                      |
|                                | Piélagos 17 concejales Población: 13 389 (2003) Censo electoral: 11 584                    | Izquierda Unida de Cantabria (María Teresa González Herrera)                    | 1,58                                                               | 140    | 143    | 0               | Sin cambios |                      |
|                                |                                                                                            |                                                                                 |                                                                    |        |        |                 |             |                      |
|                                | Laredo 17 concejales Población: 12 563 (2003) Censo electoral: 11 566                      |                                                                                 | Partido Popular de Cantabria (Fernando Portero Alonso)             | 40,81  | 3492   | 119             | 8           | 1                    |
|                                | Laredo 17 concejales Población: 12 563 (2003) Censo electoral: 11 566                      | Partido Regionalista de Cantabria (Santos Fernández Revolvo)                    | 28,71                                                              | 2457   | 1192   | 5               | 2           |                      |
|                                | Laredo 17 concejales Población: 12 563 (2003) Censo electoral: 11 566                      | Partido Socialista de Cantabria (Ana Isabel Pascua Zaremba)                     | 19,66                                                              | 1682   | 754    | 3               | 1           |                      |
|                                | Laredo 17 concejales Población: 12 563 (2003) Censo electoral: 11 566                      | Izquierda Unida de Cantabria (Juan Carlos Vada Sánchez)                         | 6,30                                                               | 539    | 201    | 1               | 1           |                      |
|                                | Laredo 17 concejales Población: 12 563 (2003) Censo electoral: 11 566                      | Unidad Cántabra (Juan Carlos Nazabal Santayana)                                 | 2,45                                                               | 210    | 210    | 0               | Sin cambios |                      |
|                                |                                                                                            |                                                                                 |                                                                    |        |        |                 |             |                      |
|                                | Santoña 17 concejales Población: 11 593 (2003) Censo electoral: 9737                       |                                                                                 | Partido Socialista de Cantabria (María del Puerto Gallego Arriola) | 45,21  | 3270   | 624             | 9           | 2                    |
|                                | Santoña 17 concejales Población: 11 593 (2003) Censo electoral: 9737                       | Partido Popular de Cantabria (Iñigo Fernández García)                           | 32,02                                                              | 2316   | 563    | 6               | 2           |                      |
|                                | Santoña 17 concejales Población: 11 593 (2003) Censo electoral: 9737                       | Partido Regionalista de Cantabria (Manuel Solana Gómez)                         | 10,96                                                              | 793    | 405    | 2               | 1           |                      |
|                                | Santoña 17 concejales Población: 11 593 (2003) Censo electoral: 9737                       | Movimiento Falangista de España (Leoncio Calle Pila)                            | 4,59                                                               | 332    | 469    | 0               | 2           |                      |
|                                | Santoña 17 concejales Población: 11 593 (2003) Censo electoral: 9737                       | Unidad Cántabra (Marina Bermejo del Río)                                        | 4,33                                                               | 313    | 313    | 0               | Sin cambios |                      |
|                                | Santoña 17 concejales Población: 11 593 (2003) Censo electoral: 9737                       | Izquierda Unida de Cantabria (Felipe González Polidura)                         | 0,69                                                               | 50     | 50     | 0               | Sin cambios |                      |
|                                |                                                                                            |                                                                                 |                                                                    |        |        |                 |             |                      |
|                                | Los Corrales de Buelna 17 concejales Población: 10 876 (2003) Censo electoral: 9113        |                                                                                 | Partido Popular de Cantabria (María Mercedes Toribio Ruiz)         | 43,81  | 3167   | 708             | 8           | 1                    |
|                                | Los Corrales de Buelna 17 concejales Población: 10 876 (2003) Censo electoral: 9113        | Partido Socialista de Cantabria (José Manuel López Gutiérrez)                   | 35,65                                                              | 2577   | 519    | 7               | 1           |                      |
|                                | Los Corrales de Buelna 17 concejales Población: 10 876 (2003) Censo electoral: 9113        | Partido Regionalista de Cantabria (Rafael Fernando Pérez Tezanos)               | 10,78                                                              | 779    | 42     | 2               | Sin cambios |                      |
|                                | Los Corrales de Buelna 17 concejales Población: 10 876 (2003) Censo electoral: 9113        | Izquierda Unida de Cantabria (José Antonio Sánchez Gimeno)                      | 4,33                                                               | 313    | 33     | 0               | Sin cambios |                      |
|                                | Los Corrales de Buelna 17 concejales Población: 10 876 (2003) Censo electoral: 9113        | Unidad Cántabra (María Auxiliadora Bárcena Mata)                                | 1,41                                                               | 102    | 102    | 0               | Sin cambios |                      |
|                                | Los Corrales de Buelna 17 concejales Población: 10 876 (2003) Censo electoral: 9113        | Confederación de Organizaciones Feministas (Pilar Ruiz Fernández)               | 1,08                                                               | 78     | 78     | 0               | Sin cambios |                      |
|                                | Los Corrales de Buelna 17 concejales Población: 10 876 (2003) Censo electoral: 9113        | Centro Democrático y Social (Agustín Gómez de Dios)                             | 0,95                                                               | 69     | 133    | 0               | Sin cambios |                      |
|                                |                                                                                            |                                                                                 |                                                                    |        |        |                 |             |                      |
|                                | Reinosa 17 concejales Población: 10 638 (2003) Censo electoral: 9699                       |                                                                                 | Partido Popular de Cantabria (José Antonio Díez Cecicedo)          | 36,76  | 2667   | 103             | 6           | 1                    |
|                                | Reinosa 17 concejales Población: 10 638 (2003) Censo electoral: 9699                       | Partido Regionalista de Cantabria (José Miguel Barrio Fernández)                | 27,30                                                              | 1981   | 1592   | 5               | 4           |                      |
|                                | Reinosa 17 concejales Población: 10 638 (2003) Censo electoral: 9699                       | Partido Socialista de Cantabria (Daniel Mediavilla de la Hera)                  | 23,19                                                              | 1683   | 1123   | 4               | 3           |                      |
|                                | Reinosa 17 concejales Población: 10 638 (2003) Censo electoral: 9699                       | Izquierda Unida de Cantabria (Francisco Mantilla Gutiérrez)                     | 5,80                                                               | 421    | 293    | 1               | 1           |                      |
|                                | Reinosa 17 concejales Población: 10 638 (2003) Censo electoral: 9699                       | Unidad Cántabra (Emilio Zubizarreta Barrio)                                     | 5,53                                                               | 401    | 401    | 1               | 1           |                      |
| Fuente: Ministerio de Interior |                                                                                            |                                                                                 |                                                                    |        |        |                 |             |                      |

Los candidatos, así como las candidaturas proclamadas, han sido extraídas del BOC (Boletín Oficial de Cantabria).